# Collegio di Amber Valley
Amber Valley è un collegio elettorale inglese situato nel Derbyshire rappresentato alla Camera dei comuni del Parlamento del Regno Unito. Elegge un membro del parlamento con il sistema maggioritario a turno unico; l'attuale parlamentare è Linsey Farnsworth del Partito Laburista, che rappresenta il collegio dal 2024.

## Estensione

Amber Valley dal 2010 al 2024

- 1983-1997: i ward del distretto di Amber Valley di Aldercar, Alfreton East, Alfreton West, Codnor, Denby and Horsley Woodhouse, Heage and Ambergate, Heanor and Loscoe, Heanor East, Heanor West, Holbrook and Horsley, Kilburn, Riddings, Ripley, Ripley and Marehay, Shipley Park, Somercotes, Swanwick e Wingfield, e i ward del Borough di Erewash di Breadsall and Morley, Little Eaton e Stanley.
- 1997-2010: i ward del Borough di Amber Valley di Aldercar, Alfreton East, Alfreton West, Codnor, Crich, Denby and Horsley Woodhouse, Heage and Ambergate, Heanor and Loscoe, Heanor East, Heanor West, Holbrook and Horsley, Kilburn, Riddings, Ripley, Ripley and Marehay, Shipley Park, Somercotes, Swanwick e Wingfield, e i ward del Borough di Erewash di Breadsall and Morley, Little Eaton e Stanley.
- 2010-2024: i ward del Borough di Amber Valley di Alfreton, Codnor and Waingroves, Heage and Ambergate, Heanor and Loscoe, Heanor East, Heanor West, Ironville and Riddings, Kilburn, Denby and Holbrook, Langley Mill and Aldercar, Ripley, Ripley and Marehay, Shipley Park, Horsley and Horsley Woodhouse, Somercotes, Swanwick e Wingfield.
- dal 2024: i ward del Borough di Amber Valley di Alfreton; Codnor, Langley Mill and Aldercar; Crich and South Wingfield; Heage and Ambergate; Belper; Heanor East; Heanor West and Loscoe; Ironville and Riddings; Kilburn, Denby, Holbrook and Horsley; Ripley; Ripley and Marehay; Smalley, Shipley and Horsley Woodhouse; Somercotes e Swanwick.

## Membri del parlamento
| Elezione | Elezione | Deputato          | Partito      |
| -------- | -------- | ----------------- | ------------ |
|          | 1983     | Phillip Oppenheim | Conservatore |
|          | 1997     | Judy Mallaber     | Laburista    |
|          | 2010     | Nigel Mills       | Conservatore |
|          | 2024     | Linsey Farnsworth | Laburista    |

## Elezioni

### Elezioni negli anni 2020
| Partito                    | Partito                                           | Candidato                  | Risultati 4 luglio 2024 | Risultati 4 luglio 2024 |
| Partito                    | Partito                                           | Candidato                  | Voti                    | %                       |
| -------------------------- | ------------------------------------------------- | -------------------------- | ----------------------- | ----------------------- |
|                            | Laburista                                         | Linsey Farnsworth          | 15 746                  | 37,02                   |
|                            | Reform UK                                         | Alex Stevenson             | 12 192                  | 28,67                   |
|                            | Conservatore                                      | Nigel Mills                | 10 725                  | 25,22                   |
|                            | Verdi                                             | Matt McGuinness            | 2 278                   | 5,36                    |
|                            | Lib Dem                                           | Kate Smith                 | 1 590                   | 3,74                    |
|                            |                                                   |                            |                         |                         |
| Iscritti                   | Iscritti                                          | Iscritti                   | 71 546                  | 100,00                  |
| ↳ Votanti (% su iscritti)  | ↳ Votanti (% su iscritti)                         | ↳ Votanti (% su iscritti)  | 42 636                  | 59,59                   |
| ↳ Astenuti (% su iscritti) | ↳ Astenuti (% su iscritti)                        | ↳ Astenuti (% su iscritti) | 28 910                  | 40,41                   |
|                            |                                                   |                            |                         |                         |
|                            | Esito: collegio passa da Conservatore a Laburista |                            |                         |                         |

### Elezioni negli anni 2010
| Partito                    | Partito                                   | Candidato                  | Risultati 12 dicembre 2019 | Risultati 12 dicembre 2019 |
| Partito                    | Partito                                   | Candidato                  | Voti                       | %                          |
| -------------------------- | ----------------------------------------- | -------------------------- | -------------------------- | -------------------------- |
|                            | Conservatore                              | Nigel Mills                | 29 085                     | 63,84                      |
|                            | Laburista                                 | Adam Thompson              | 12 210                     | 26,80                      |
|                            | Lib Dem                                   | Kate Smith                 | 2 873                      | 6,31                       |
|                            | Verdi                                     | Lian Pizzey                | 1 388                      | 3,05                       |
|                            |                                           |                            |                            |                            |
| Iscritti                   | Iscritti                                  | Iscritti                   | 69 976                     | 100,00                     |
| ↳ Votanti (% su iscritti)  | ↳ Votanti (% su iscritti)                 | ↳ Votanti (% su iscritti)  | 45 556                     | 65,10                      |
| ↳ Astenuti (% su iscritti) | ↳ Astenuti (% su iscritti)                | ↳ Astenuti (% su iscritti) | 24 420                     | 34,90                      |
|                            |                                           |                            |                            |                            |
|                            | Esito: collegio confermato a Conservatore |                            |                            |                            |

| Partito                    | Partito                                   | Candidato                  | Risultati 8 giugno 2017 | Risultati 8 giugno 2017 |
| Partito                    | Partito                                   | Candidato                  | Voti                    | %                       |
| -------------------------- | ----------------------------------------- | -------------------------- | ----------------------- | ----------------------- |
|                            | Conservatore                              | Nigel Mills                | 25 905                  | 56,55                   |
|                            | Laburista                                 | James Dawson               | 17 605                  | 38,43                   |
|                            | Lib Dem                                   | Kate Smith                 | 1 100                   | 2,40                    |
|                            | Verdi                                     | Matt McGuinness            | 650                     | 1,42                    |
|                            | Indipendente                              | Daniel Bamford             | 551                     | 1,20                    |
|                            |                                           |                            |                         |                         |
| Iscritti                   | Iscritti                                  | Iscritti                   | 67 968                  | 100,00                  |
| ↳ Votanti (% su iscritti)  | ↳ Votanti (% su iscritti)                 | ↳ Votanti (% su iscritti)  | 45 811                  | 67,40                   |
| ↳ Astenuti (% su iscritti) | ↳ Astenuti (% su iscritti)                | ↳ Astenuti (% su iscritti) | 22 157                  | 32,60                   |
|                            |                                           |                            |                         |                         |
|                            | Esito: collegio confermato a Conservatore |                            |                         |                         |

| Partito                    | Partito                                   | Candidato                  | Risultati 7 maggio 2015 | Risultati 7 maggio 2015 |
| Partito                    | Partito                                   | Candidato                  | Voti                    | %                       |
| -------------------------- | ----------------------------------------- | -------------------------- | ----------------------- | ----------------------- |
|                            | Conservatore                              | Nigel Mills                | 20 106                  | 43,98                   |
|                            | Laburista                                 | Kevin Gillott              | 15 901                  | 34,78                   |
|                            | UKIP                                      | Stuart Bent                | 7 263                   | 15,89                   |
|                            | Lib Dem                                   | Kate Smith                 | 1 360                   | 2,97                    |
|                            | Verdi                                     | John Devine                | 1 087                   | 2,38                    |
|                            |                                           |                            |                         |                         |
| Iscritti                   | Iscritti                                  | Iscritti                   | 70 225                  | 100,00                  |
| ↳ Votanti (% su iscritti)  | ↳ Votanti (% su iscritti)                 | ↳ Votanti (% su iscritti)  | 45 717                  | 65,10                   |
| ↳ Astenuti (% su iscritti) | ↳ Astenuti (% su iscritti)                | ↳ Astenuti (% su iscritti) | 24 508                  | 34,90                   |
|                            |                                           |                            |                         |                         |
|                            | Esito: collegio confermato a Conservatore |                            |                         |                         |

| Partito                    | Partito                                           | Candidato                  | Risultati 6 maggio 2010 | Risultati 6 maggio 2010 |
| Partito                    | Partito                                           | Candidato                  | Voti                    | %                       |
| -------------------------- | ------------------------------------------------- | -------------------------- | ----------------------- | ----------------------- |
|                            | Conservatore                                      | Nigel Mills                | 17 746                  | 38,61                   |
|                            | Laburista                                         | Judy Mallaber              | 17 210                  | 37,45                   |
|                            | Lib Dem                                           | Tom Snowdon                | 6 636                   | 14,44                   |
|                            | BNP                                               | Michael Clarke             | 3 195                   | 6,95                    |
|                            | UKIP                                              | Sue Ransome                | 906                     | 1,97                    |
|                            | Monster Raving Loony                              | Sam Thing                  | 265                     | 0,58                    |
|                            |                                                   |                            |                         |                         |
| Iscritti                   | Iscritti                                          | Iscritti                   | 70 164                  | 100,00                  |
| ↳ Votanti (% su iscritti)  | ↳ Votanti (% su iscritti)                         | ↳ Votanti (% su iscritti)  | 45 958                  | 65,50                   |
| ↳ Astenuti (% su iscritti) | ↳ Astenuti (% su iscritti)                        | ↳ Astenuti (% su iscritti) | 24 206                  | 34,50                   |
|                            |                                                   |                            |                         |                         |
|                            | Esito: collegio passa da Laburista a Conservatore |                            |                         |                         |

### Elezioni negli anni 2000
| Partito                    | Partito                                | Candidato                  | Risultati 5 maggio 2005 | Risultati 5 maggio 2005 |
| Partito                    | Partito                                | Candidato                  | Voti                    | %                       |
| -------------------------- | -------------------------------------- | -------------------------- | ----------------------- | ----------------------- |
|                            | Laburista                              | Judy Mallaber              | 21 593                  | 45,56                   |
|                            | Conservatore                           | Gillian Shaw               | 16 318                  | 34,43                   |
|                            | Lib Dem                                | Kate Smith                 | 6 225                   | 13,14                   |
|                            | BNP                                    | Paul Snell                 | 1 243                   | 2,62                    |
|                            | Veritas                                | Alex Stevenson             | 1 224                   | 2,58                    |
|                            | UKIP                                   | Hugh Price                 | 788                     | 1,66                    |
|                            |                                        |                            |                         |                         |
| Iscritti                   | Iscritti                               | Iscritti                   | 75 343                  | 100,00                  |
| ↳ Votanti (% su iscritti)  | ↳ Votanti (% su iscritti)              | ↳ Votanti (% su iscritti)  | 47 391                  | 62,90                   |
| ↳ Astenuti (% su iscritti) | ↳ Astenuti (% su iscritti)             | ↳ Astenuti (% su iscritti) | 27 952                  | 37,10                   |
|                            |                                        |                            |                         |                         |
|                            | Esito: collegio confermato a Laburista |                            |                         |                         |

| Partito                    | Partito                                | Candidato                  | Risultati 7 giugno 2001 | Risultati 7 giugno 2001 |
| Partito                    | Partito                                | Candidato                  | Voti                    | %                       |
| -------------------------- | -------------------------------------- | -------------------------- | ----------------------- | ----------------------- |
|                            | Laburista                              | Judy Mallaber              | 23 101                  | 51,90                   |
|                            | Conservatore                           | Gillian Shaw               | 15 874                  | 35,66                   |
|                            | Lib Dem                                | Kate Smith                 | 5 538                   | 12,44                   |
|                            |                                        |                            |                         |                         |
| Iscritti                   | Iscritti                               | Iscritti                   | 73 819                  | 100,00                  |
| ↳ Votanti (% su iscritti)  | ↳ Votanti (% su iscritti)              | ↳ Votanti (% su iscritti)  | 44 513                  | 60,30                   |
| ↳ Astenuti (% su iscritti) | ↳ Astenuti (% su iscritti)             | ↳ Astenuti (% su iscritti) | 29 306                  | 39,70                   |
|                            |                                        |                            |                         |                         |
|                            | Esito: collegio confermato a Laburista |                            |                         |                         |

## Risultati dei referendum

### Referendum sulla permanenza del Regno Unito nell'Unione europea del 2016
|             | Collegio     | Lasciare UE % | Rimanere in UE % |
| ----------- | ------------ | ------------- | ---------------- |
|             | Amber Valley | 65,3%         | 34,7%            |
| Inghilterra | 53,3%        | 46,7%         |                  |
| Regno Unito | 51,9%        | 48,1%         |                  |